# مالك نجر
مالك نجر مصمم ومخرج ومنتج أفلام ورسوم متحركة سعودي . ولد في (4 فبراير 1985) في محافظة الدوادمي في السعودية . اشتهر اسمه بعد سلسلة أفلام قصيرة تحمل اسم (مسامير)، ويشغل منصب الرئيس التنفيذي الإبداعي في استوديو ميركوت الذي أسسه مع عبد العزيز المزيني عام 2014م.

## التعليم
في عام 2004 التحق بجامعة الملك سعود رغبة منه بالدراسة بكلية التربية الفنية ولكن عامل الحظ وقف أمامه وأجبره على دراسة القانون بكلية العلوم الإدارية. بعد إمضائه سنة ونصف ترك مالك الدراسة الجامعية وبدأ العمل في مجال الدعاية والإعلان.

## العمل
- تعاون مع صحيفة سبق الإلكترونية لإنتاج أفلام رسوم متحركة قصيرة بشكل أسبوعي ولكن لم يستمر طويلاً.
- عمل بشركات كبيرة مثل ليوبورنت الأمريكية وأيضاً يانق آند روبيكام ثم قام بالعمل على الهوية الجديدة لشركة إم تي سي التي تعرف اليوم بشركة زين في ومن ثم عمل لشركة موبايلي مشرفاً على تطوير الموقع الإلكتروني الخاص بالشركة قبل أن يترك الوظيفة نهائياً للتفرغ لإنتاج الأفلام الكرتونية.
- في نهاية 2009 قام بتدشين استديو إنتاج خاص به يقوم الأستديو بإنتاج المسلسلات الكرتونية وتطويرها، وكانت باكورة إنتاجه مقاطع كرتونية قصيرة لقناة MBC عرضت على برنامج كوميدو، ثم عمل على إنتاج مسلسل مسامير، ويعتبر أول مسلسل كرتوني سعودي يعرض على الإنترنت واليوتيوب ونتفلكس ويخضع لعملية إنتاج عالية الحرفية.

## مشاركات
استضافه النادي الأدبي بالرياض ليحتفي بتجربته.

## أعمال فنية
شارك مالك نجر في أداء أصوات العديد من الشخصيات الكرتونية في أعمال منها:
- مسلسل (مسامير) الذي انطلق على اليوتيوب عام 2011.[3]
- مسلسل (يعرب) عرض على اليوتيوب عام 2018.[4]
- فيلم (مسامير) عرض على منصة نتفليكس عام 2020.[5]

- مسلسل (محافظة مسامير) الذي عرض على منصة نتفليكس 1 يوليو 2021.

## الإخراج
| العمل           | التاريخ | مصدر  |
| --------------- | ------- | ----- |
| فيلم (راس براس) | 2023    | [ 6 ] |

## التمثيل
| العمل           | التاريخ | مصدر  |
| --------------- | ------- | ----- |
| فيلم (راس براس) | 2023    | [ 7 ] |

## تويتر
في أغسطس 2021، أعلن مالك نجر خروجه من "تويتر" بعد 12 سنة، وذكر بأنه لم يستفِد شيئًا، بل أدمن تويتر، كما ذكر بأنه لم يُجبَر على ذلك.

## وداع يوتيوب
في يناير 2020، كشف مالك نجر أنه يسعى من خلال فيلم مسامير، منح السينمائيين إمكانية إنتاج أفلام تجارية، حيث ذكر بأن "مسامير" سيخرج من اليوتيوب نهائيًّا، بسبب توجهه نحو منصات المحتوى المدفوع، مثل السينما وغيرها، حيث إن سياسته لا تسمح بالاستثمار في أعمال أكثر دقة وجودة.

## نتفليكس
في أغسطس 2023، ذكر مالك نجر بأن السبب في تصدّر فيلم " راس براس" قائمة المشاهدات في السعودية؛ هو عمل السلسلة الشهيرة "مسامير"، وهو ما شجع الجمهور لمشاهدة الفيلم منذ نزوله في اليوم الأول.

## الكوميديا
قدم مالك نجر كوميديا مختلفة في فيلم " رأس برأس"، حيث تختلف عن كوميديا الإفيهات الطاغية على السينما المصرية، لأنه يعتمد على الديناميكية التي يصنعها المؤلف والمخرج في توظيف الشخصيات، بمواقف مضحكة ومقنعة للمشاهدين.

## وصلات خارجية
* صفحة اليوتيوب الرسمية لإستديو ميركوت